# Club Universidad Nacional 2010-2011
Questa pagina raccoglie i dati riguardanti il Club Universidad Nacional nelle competizioni ufficiali della stagione 2010-2011.

## Stagione
Dopo l'addio dell'allenatore Ricardo 'el Tuca' Ferretti, passato ai Tigres, il ruolo di tecnico della prima squadra viene assegnato a Memo Vázquez, precedentemente vice dello stesso Ferretti, secondo una politica del club che punta a capitalizzare le risorse interne alla società, come si nota per esempio nel calciomercato, in cui, a fronte delle partenze di Odín Patiño, Efraín Juárez, Pablo Barrera e Ismael Íñiguez, non viene ingaggiato alcun giocatore, preferendo puntare sui giovani talenti della cantera, anche se va segnalato il rientro di Juan Carlos Cacho dal prestito al Pachuca. Al termine del torneo di apertura, inoltre, si ritira lo storico portiere Sergio Bernal, per vent'anni titolare della porta auriazul.
Il primo impegno ufficiale della stagione è costituito dalla SuperLiga nel mese di luglio. I Pumas perdono la partita d'esordio del girone contro il New England Revolution per 1-0, successivamente ottengono un pareggio per 2-2 contro i compatrioti del Morelia e vengono nuovamente sconfitti per 1-0 dal Chicago Fire. Con un solo punto conquistato, terminano il girone al quarto e ultimo posto, venendo così eliminati dalla competizione.
In campionato la squadra ha un inizio migliore, vincendo in rimonta la prima partita del torneo di apertura in casa contro il Toluca 2-1; tuttavia viene pesantemente sconfitta per 4-0 dal Santos Laguna alla seconda giornata, complice anche l'espulsione di Palencia a inizio ripresa e l'infortunio di Martín Bravo nei primi minuti. Dopo la vittoria interna per 2-0 contro il Cruz Azul, la squadra viene di nuovo sconfitta duramente in trasferta, questa volta dal Monterrey per 5-2; anche in questo caso incide un'espulsione, quella del portiere Alejandro Palacios. I Pumas si rifanno battendo 4-1 il Puebla, poi raccolgono il primo punto esterno nello 0-0 contro i Chivas. Alla settima giornata la squadra subisce l'unica sconfitta interna nella fase regular contro il San Luis (0-1), poi raccoglie due punti nei pareggi 2-2 contro Estudiantes e Atlante, prima di tornare alla vittoria contro il Morelia alla decima giornata (1-0). L'equipo universitario viene sconfitto di misura sul campo del Pachuca per 3-2, batte in casa 1-0 i Jaguares e perde con i Tigres per 2-0. Alla 14ª giornata raccoglie un punto interno contro l'Atlas (1-1) e perde sul campo dei Gallos Blancos per 2-1 con un goal al 94º di Alen Škoro, ma grazie alle due vittorie (2-0 al Necaxa e 0-1 all'América) nelle ultime due giornate, ottiene la qualificazione alla fase finale del torneo (Liguilla), classificandosi all'ottavo posto (l'ultimo valido per l'accesso alla Liguilla). Qui, nei quarti deve affrontare il Cruz Azul, piazzatosi al primo posto. All'andata i Pumas sono in vantaggio con un goal di Dante López, ma si fanno rimontare dagli ospiti e la partita termina 1-2. Al ritorno tuttavia, con i goal di Martín Bravo e Cacho, ribaltano il risultato e passano alle semifinali contro il Monterrey. Dopo il pareggio interno per 0-0, la squadra non riesce a contenere i padroni di casa al ritorno, che si impongono per 2-0 con goal di Humberto Suazo e Neri Cardozo, entrambi allo scadere.
Nel clausura, dopo il ritiro di Bernal, il ruolo di primo portiere viene affidato al suo vice Palacios, mentre quello di secondo è dato al rientrante Patiño, nell'apertura in prestito al León.
Il torneo comincia molto meglio del precedente: i Pumas infatti infilano una serie di 11 partite senza sconfitte nelle prime giornate del campionato. Dopo il pareggio in rimonta sul campo del Toluca 1-1, si impongono in casa sul Santos per 2-0 e colgono un altro pareggio esterno nello spettacolare 3-3 contro il Cruz Azul, con doppietta di Cacho. Successivamente prendono la rivincita sul Monterrey battendo i rayados 3-2 in casa e vanno a vincere sul campo del Puebla con un goal all'89º di Orrantia, uno dei molti giovani canterani emersi nella stagione. Dopo il pareggio interno coi Chivas (1-1) alla sesta giornata, la squadra ottiene un filotto di 4 vittorie consecutive, contro San Luis (0-1), Estudiantes (5-1), Atlante (0-2, doppietta di Bravo) e Morelia (0-1). Viene fermata in casa dal Pachuca (0-0), e alla dodicesima giornata incassa la prima sconfitta del torneo, venendo battuta dai Jaguares per 3-1. La squadra riprende la sua marcia battendo 2-0 i Tigres con goal di Israel Castro e Cacho negli ultimi 5 minuti di gioco, si ferma per un pareggio a reti bianche in casa dell'Atlas e batte i Gallos Blancos 3-0 con una doppietta di Palencia e il Necaxa 0-1. Sfortunatamente, la sconfitta interna per 0-2 contro l'América all'ultima giornata impedisce ai Pumas di concludere al primo posto la fase regolare, venendo raggiunti dai Tigres a quota 35 punti. Nella Liguilla, l'accoppiamento mette di nuovo di fronte Pumas e Monterrey. Anche in questo caso i Monterrey riescono a imporsi in casa all'andata per 3-1, ma quell'unico goal felino segnato da Martín Bravo si rivelerà fondamentale, perché al ritorno i Pumas si impongono per 2-0 con goal di Efraín Velarde e Luis Fernando Fuentes e passano alle semifinali. Qui incrociano i Chivas; dopo essere stati in vantaggio in trasferta per tutto il secondo tempo e in inferiorità numerica per l'espulsione di Cabrera, si fanno raggiungere all'89º da un goal di Omar Arellano. Al ritorno però sale in cattedra Javier Cortés, che sblocca la partita con un gran goal su punizione, e successivamente un goal di Dante López dà agli universitari la certezza dell'accesso alla finale, dove incontrano il Morelia. La partita di andata termina 1-1 con reti di Palencia e poi di Joao Rojas per i Monarcas, ma al ritorno i Pumas si impongono nel loro stadio per 2-1 e trionfano nel clausura, per il loro settimo titolo nazionale. Ancora una volta i mattatori sono Palencia e Cortés: il primo porta in vantaggio la sua squadra su rigore al 14º minuto, mentre il secondo, dopo il pareggio pochi minuti dopo sempre su rigore di Jaime Lozano, sigla il goal del trionfo al 77º, con una stupenda azione personale dopo aver dribblato 3 avversari accentrandosi dalla fascia destra.

## Maglie e sponsor
Lo sponsor tecnico per la stagione 2010-2011 è Puma, mentre lo sponsor ufficiale è Banamex.
| Casa | Trasferta | Terza Divisa |

## Rosa
| N. |                     | Ruolo | Calciatore               |
| -- | ------------------- | ----- | ------------------------ |
| 1  | Messico (bandiera)  | P     | Alejandro Palacios       |
| 12 | Messico (bandiera)  | P     | Sergio Bernal (capitano) |
| 31 | Messico (bandiera)  | P     | Alfredo Saldívar         |
| 24 | Messico (bandiera)  | P     | Odín Patiño              |
| 2  | Messico (bandiera)  | D     | Efraín Velarde           |
| 3  | Messico (bandiera)  | D     | Marco Antonio Palacios   |
| 4  | Paraguay (bandiera) | D     | Darío Verón              |
| 14 | Messico (bandiera)  | D     | Luis Fernando Fuentes    |
| 33 | Messico (bandiera)  | D     | Carlos Humberto González |
| 59 | Messico (bandiera)  | D     | Érik Vera                |
| 5  | Messico (bandiera)  | C     | Israel Castro (capitano) |
| 7  | Messico (bandiera)  | C     | Leandro Augusto          |
| 13 | Messico (bandiera)  | C     | Jehu Chiapas             |

| N. |                      | Ruolo | Calciatore              |  |
| -- | -------------------- | ----- | ----------------------- |  |
| 15 | Messico (bandiera)   | C     | Javier Cortés           |  |
| 16 | Messico (bandiera)   | C     | Fernando Espinosa       |  |
| 18 | Messico (bandiera)   | C     | Fernando Morales        |  |
| 19 | Messico (bandiera)   | C     | Óscar Ricardo Rojas     |  |
| 20 | Messico (bandiera)   | C     | David Cabrera           |  |
| 68 | Messico (bandiera)   | C     | Kevin Quiñones          |  |
| 78 | Messico (bandiera)   | C     | Carlos Orrantia         |  |
| 9  | Paraguay (bandiera)  | A     | Dante López             |  |
| 10 | Argentina (bandiera) | A     | Martín Bravo            |  |
| 11 | Messico (bandiera)   | A     | Juan Carlos Cacho       |  |
| 17 | Messico (bandiera)   | A     | Juan Francisco Palencia |  |
| 50 | Messico (bandiera)   | A     | David Izazola           |  |
| 56 | Messico (bandiera)   | A     | Alfonso Nieto           |  |

## Calciomercato

### Sessione estiva
Fonte: Televisadeportes
| Acquisti | Acquisti          | Acquisti | Acquisti      |
| R.       | Nome              | da       | Modalità      |
| -------- | ----------------- | -------- | ------------- |
| A        | Juan Carlos Cacho | Pachuca  | fine prestito |

| Cessioni | Cessioni       | Cessioni     | Cessioni   |
| R.       | Nome           | a            | Modalità   |
| -------- | -------------- | ------------ | ---------- |
| P        | Odín Patiño    | León         | prestito   |
| D        | Efraín Juárez  | Celtic       | definitivo |
| C        | Pablo Barrera  | West Ham Utd | definitivo |
| C        | Álex Diego     | Atlante      | definitivo |
| A        | Ismael Íñiguez | Necaxa       | prestito   |

### Sessione invernale
Fonte: Televisadeportes
| Acquisti | Acquisti    | Acquisti | Acquisti      |
| R.       | Nome        | a        | Modalità      |
| -------- | ----------- | -------- | ------------- |
| P        | Odín Patiño | León     | fine prestito |

| Cessioni | Cessioni      | Cessioni | Cessioni |  |
| R.       | Nome          | a        | Modalità |  |
| -------- | ------------- | -------- | -------- |  |
| P        | Sergio Bernal |          | ritiro   |  |

## Risultati

### Primera División

#### Torneo Apertura

##### Fase regolare
| Arbitro: | Ayala |

|                                  |           |              |
| Novaretti 30’ (aut.) Fuentes 73’ | Marcatori | 27’ Calderón |

| Arbitro: | Peñaloza |

|                                                                        |           |  |
| M. A. Palacios 26’ (aut.) Rodríguez 53’ (rig.) Benítez 56’ Peralta 84’ | Marcatori |  |

| Arbitro: | Arellano |

|                               |           |  |
| M. A. Palacios 35’ Cortés 85’ | Marcatori |  |

| Arbitro: | Guerrero |

|                                                              |           |                               |
| Suazo 13’, 50’ (rig.) Santana 45’ Martínez 76’ de Nigris 90’ | Marcatori | 17’ Leandro Augusto 23’ López |

| Arbitro: | Ortega |

|                               |           |            |
| López 26’, 89’ Cacho 70’, 78’ | Marcatori | 64’ Rincón |

| Guadalajara 28 agosto 2010, ore 19:00 UTC-6 6ª giornata | Chivas | 0 – 0 referto | Pumas | Estadio Omnilife\| Arbitro: \| Gasso \| |
| Arbitro:                                                | Gasso  |               |       |                                         |

| Arbitro: | Herrera |

|  |           |                   |
|  | Marcatori | 28’ (rig.) Moreno |

| Arbitro: | Delgadillo |

|                         |           |                              |
| Zamogilny 20’ Cejas 85’ | Marcatori | 38’ Chiapas 47’ Martín Bravo |

| Arbitro: | García |

|                       |           |                      |
| Martín Bravo 23’, 53’ | Marcatori | 72’, 74’ (rig.) Fano |

| Arbitro: | Peñaloza |

|           |           |  |
| López 63’ | Marcatori |  |

| Arbitro: | Gasso |

|                                   |           |                     |
| López 32’ Cvitanich 46’ Mañón 55’ | Marcatori | 11’ López 91’ Cacho |

| Arbitro: | Rodríguez |

|                  |           |  |
| Martín Bravo 32’ | Marcatori |  |

| Arbitro: | García |

|                         |           |  |
| Juninho 22’ Álvarez 77’ | Marcatori |  |

| Arbitro: | Arellano |

|           |           |             |
| Cacho 55’ | Marcatori | 84’ Pacheco |

| Arbitro: | Archundia |

|                        |           |            |
| Blanco 24’ Škoro 90+4’ | Marcatori | 90’ Cortés |

| Arbitro: | Chacón |

|                        |           |  |
| Castro 76’ López 90+1’ | Marcatori |  |

| Arbitro: | Ayala |

|  |           |           |
|  | Marcatori | 11’ Verón |

##### Liguilla
| Arbitro: | Morales |

|           |           |                           |
| López 19’ | Marcatori | 33’ Cervantes 73’ Giménez |

| Arbitro: | Rodríguez |

|  |           |                                  |
|  | Marcatori | 1’ Martín Bravo 84’ (rig.) Cacho |

| Città del Messico 25 novembre 2010, ore 21.00 UTC-6 Semifinali, andata | Pumas  | 0 – 0 referto | Monterrey | Estadio Olímpico Universitario\| Arbitro: \| García \| |
| Arbitro:                                                               | García |               |           |                                                        |

| Arbitro: | Rodríguez |

|                       |           |  |
| Suazo 88’ Cardozo 90’ | Marcatori |  |

#### Torneo Clausura

##### Fase regolare
| Arbitro: | Gasso |

|              |           |            |
| Calderón 37’ | Marcatori | 80 ’ Cacho |

| Arbitro: | Flores |

|                     |           |  |
| Cacho 62’ López 82’ | Marcatori |  |

| Arbitro: | Medina |

|                                      |           |                          |
| Villa 25’ Cervantes 36’ Droguett 82’ | Marcatori | 60’, 80’ Cacho 70’ Verón |

| Arbitro: | Morales |

|                                       |           |                               |
| Cacho 26’ Martín Bravo 40’ Cortés 54’ | Marcatori | 28’ (rig.) Suazo 87’ Martínez |

| Arbitro: | Peñaloza |

|  |           |              |
|  | Marcatori | 89’ Orrantia |

| Arbitro: | Macías |

|            |           |          |
| Cortés 79’ | Marcatori | 78’ Báez |

| Arbitro: | García |

|  |           |                 |
|  | Marcatori | 3’ Martín Bravo |

| Arbitro: | Ortega |

|                                                            |           |              |
| Castro 7’ Verón 16’ Cortés 74’ D. López 83’ Orrantia 90+2’ | Marcatori | 69’ I. López |

| Arbitro: | Chacón |

|  |           |                       |
|  | Marcatori | 22’, 28’ Martín Bravo |

| Arbitro: | M. A. Chacón |

|  |           |              |
|  | Marcatori | 57’ Palencia |

| Città del Messico 20 marzo 2011, ore 12.00 UTC-6 11ª giornata | Pumas  | 0 – 0 referto | Pachuca | Estadio Olímpico Universitario\| Arbitro: \| Flores \| |
| Arbitro:                                                      | Flores |               |         |                                                        |

| Arbitro: | Ramírez |

|                              |           |               |
| Salazar 18’, 25’ Andrade 33’ | Marcatori | 77’, Espinosa |

| Arbitro: | Ortega |

|                               |           |  |
| Castro 89’ Cacho 90+4’ (rig.) | Marcatori |  |

| Guadalajara 13 aprile 2011, ore 20.45 UTC-6 14ª giornata | Atlas   | 0 – 0 referto | Pumas | Estadio Jalisco\| Arbitro: \| Medrano \| |
| Arbitro:                                                 | Medrano |               |       |                                          |

| Arbitro: | García |

|                             |           |  |
| Palencia 10’, 19’ López 44’ | Marcatori |  |

| Arbitro: | Chacón |

|  |           |           |
|  | Marcatori | 86’ Cacho |

| Arbitro: | Arellano |

|  |           |                       |
|  | Marcatori | 59’ Vuoso 90+1’ Reyna |

##### Liguilla
| Arbitro: | Medrano |

|                                  |           |                  |
| Martínez 11’ Ayoví 21’ Suazo 47’ | Marcatori | 69’ Martín Bravo |

| Arbitro: | Chacón |

|                        |           |  |
| Velarde 6’ Fuentes 73’ | Marcatori |  |

| Arbitro: | Delgadillo |

|              |           |             |
| Arellano 89’ | Marcatori | 51’ Velarde |

| Arbitro: | García |

|                      |           |  |
| Cortés 42’ López 75’ | Marcatori |  |

| Arbitro: | García |

|           |           |              |
| Rojas 72’ | Marcatori | 68’ Palencia |

| Arbitro: | Rodríguez |

|                                |           |                   |
| Palencia 14’ (rig.) Cortés 77’ | Marcatori | 25’ (rig.) Lozano |

 PUMAS CAMPIONI DEL MESSICO CLAUSURA 2011

### SuperLiga

#### Fase a gruppi
| Arbitro: | Petrescu |

|                |           |  |
| Schilawski 18’ | Marcatori |  |

| Arbitro: | Arellano |

|                     |           |                                |
| Rey 2’ Droguett 53’ | Marcatori | 68’ Leandro Augusto 85’ Cortés |

| Bridgeview 20 luglio 2010, ore 20.30 UTC-6 3ª giornata | Chicago Fire | 1 – 0 [http://msn.mediotiempo.com/ficha.php?id_partido=28821 referto] | Pumas | Toyota Park |
| \| \| \| \| \| Conde 34’ \| Marcatori \| \|            |              |                                                                       |       |             |
|                                                        |              |                                                                       |       |             |
| Conde 34’                                              | Marcatori    |                                                                       |       |             |

## Statistiche

### Statistiche di squadra
| Competizione                | Punti | In casa | In casa | In casa | In casa | In casa | In casa | In trasferta | In trasferta | In trasferta | In trasferta | In trasferta | In trasferta | Totale | Totale | Totale | Totale | Totale | Totale |
| Competizione                | Punti | G       | V       | N       | P       | Gf      | Gs      | G            | V            | N            | P            | Gf           | Gs           | G      | V      | N      | P      | Gf     | Gs     |
| --------------------------- | ----- | ------- | ------- | ------- | ------- | ------- | ------- | ------------ | ------------ | ------------ | ------------ | ------------ | ------------ | ------ | ------ | ------ | ------ | ------ | ------ |
| Campionato, torneo apertura | 25    | 9       | 6       | 2       | 1       | 15      | 6       | 8            | 1            | 2            | 5            | 8            | 18           | 17     | 7      | 4      | 6      | 23     | 24     |
| Liguilla, torneo apertura   | -     | 2       | 0       | 1       | 1       | 1       | 2       | 2            | 1            | 0            | 1            | 2            | 1            | 4      | 1      | 1      | 2      | 3      | 4      |
| Campionato, torneo clausura | 35    | 8       | 5       | 2       | 1       | 16      | 6       | 9            | 5            | 3            | 1            | 11           | 7            | 17     | 10     | 5      | 2      | 27     | 13     |
| Liguilla, torneo clausura   | -     | 3       | 3       | 0       | 0       | 6       | 1       | 3            | 0            | 2            | 1            | 3            | 5            | 6      | 3      | 2      | 1      | 9      | 6      |
| SuperLiga                   | -     | 0       | 0       | 0       | 0       | 0       | 0       | 3            | 0            | 1            | 2            | 2            | 4            | 3      | 0      | 1      | 2      | 2      | 4      |
| Totale                      |       | 22      | 14      | 5       | 3       | 38      | 15      | 25           | 7            | 8            | 10           | 26           | 35           | 47     | 21     | 13     | 13     | 64     | 51     |

### Statistiche dei giocatori
| Giocatore      | Apertura | Apertura | Apertura    | Apertura   | Clausura | Clausura | Clausura    | Clausura   | SuperLiga | SuperLiga | SuperLiga   | SuperLiga  | Totale   | Totale | Totale      | Totale     |
| Giocatore      | Presenze | Reti     | Ammonizioni | Espulsioni | Presenze | Reti     | Ammonizioni | Espulsioni | Presenze  | Reti      | Ammonizioni | Espulsioni | Presenze | Reti   | Ammonizioni | Espulsioni |
| -------------- | -------- | -------- | ----------- | ---------- | -------- | -------- | ----------- | ---------- | --------- | --------- | ----------- | ---------- | -------- | ------ | ----------- | ---------- |
| L. Augusto     | 21       | 1        | 7           | 0          | 15       | 0        | 3           | 0          | 3         | 1         | 2           | 0          | 39       | 2      | 12          | 0          |
| S. Bernal      | 19       | -20      | 1           | 0          | 0        | 0        | 0           | 0          | 2         | -2        | 0           | 0          | 21       | -22    | 1           | 0          |
| M. Bravo       | 18       | 5        | 4           | 0          | 23       | 5        | 2           | 0          | 3         | 0         | 0           | 0          | 44       | 10     | 6           | 0          |
| D. Cabrera     | 3        | 0        | 0           | 0          | 19       | 0        | 7           | 1          | 0         | 0         | 0           | 0          | 22       | 0      | 7           | 1          |
| J. Cacho       | 18       | 5        | 0           | 0          | 17       | 7        | 2           | 0          | 3         | 0         | 0           | 0          | 38       | 12     | 2           | 0          |
| I. Castro      | 20       | 1        | 9           | 0          | 23       | 2        | 4           | 0          | 3         | 0         | 0           | 0          | 46       | 3      | 13          | 0          |
| J. Chiapas     | 19       | 1        | 2           | 1          | 16       | 0        | 6           | 1          | 3         | 0         | 0           | 0          | 38       | 1      | 8           | 2          |
| J. Cortés      | 21       | 2        | 4           | 0          | 23       | 5        | 1           | 0          | 3         | 1         | 1           | 0          | 47       | 8      | 6           | 0          |
| F. Espinosa    | 11       | 0        | 2           | 0          | 8        | 1        | 0           | 0          | 3         | 0         | 1           | 0          | 22       | 1      | 3           | 0          |
| L. Fuentes     | 11       | 1        | 3           | 0          | 17       | 1        | 2           | 0          | 3         | 0         | 0           | 0          | 31       | 2      | 5           | 0          |
| C. González    | 1        | 0        | 1           | 0          | 0        | 0        | 0           | 0          | 0         | 0         | 0           | 0          | 1        | 0      | 1           | 0          |
| D. Izazola     | 0        | 0        | 0           | 0          | 5        | 0        | 0           | 0          | 0         | 0         | 0           | 0          | 5        | 0      | 0           | 0          |
| D. López       | 18       | 7        | 2           | 1          | 22       | 4        | 2           | 0          | 3         | 0         | 0           | 0          | 43       | 11     | 4           | 1          |
| F. Morales     | 2        | 0        | 0           | 0          | 0        | 0        | 0           | 0          | 0         | 0         | 0           | 0          | 2        | 0      | 0           | 0          |
| A. Nieto       | 3        | 0        | 1           | 0          | 0        | 0        | 0           | 0          | 0         | 0         | 0           | 0          | 3        | 0      | 1           | 0          |
| C. Orrantia    | 7        | 0        | 0           | 0          | 14       | 2        | 0           | 0          | 0         | 0         | 0           | 0          | 21       | 2      | 0           | 0          |
| A. Palacios    | 4        | -5       | 0           | 1          | 23       | -19      | 2           | 0          | 1         | -2        | 0           | 0          | 28       | -26    | 2           | 1          |
| M. A. Palacios | 20       | 1        | 6           | 0          | 23       | 0        | 5           | 0          | 3         | 0         | 0           | 0          | 46       | 1      | 11          | 0          |
| J. Palencia    | 20       | 0        | 5           | 1          | 20       | 5        | 4           | 1          | 3         | 0         | 0           | 0          | 43       | 5      | 9           | 2          |
| K. Quiñones    | 1        | 0        | 0           | 0          | 0        | 0        | 0           | 0          | 0         | 0         | 0           | 0          | 1        | 0      | 0           | 0          |
| O. Rojas       | 13       | 0        | 2           | 0          | 6        | 0        | 0           | 0          | 3         | 0         | 0           | 0          | 22       | 0      | 2           | 0          |
| A. Saldívar    | 1        | -3       | 0           | 0          | 0        | 0        | 0           | 0          | 0         | 0         | 0           | 0          | 1        | -3     | 0           | 0          |
| E. Velarde     | 19       | 0        | 4           | 0          | 18       | 2        | 5           | 0          | 2         | 0         | 0           | 0          | 39       | 2      | 9           | 0          |
| E. Vera        | 0        | 0        | 0           | 0          | 2        | 0        | 0           | 0          | 0         | 0         | 0           | 0          | 2        | 0      | 0           | 0          |
| D. Verón       | 20       | 1        | 7           | 0          | 23       | 2        | 9           | 0          | 3         | 0         | 0           | 0          | 46       | 3      | 16          | 0          |